# Grane
Graneⓘ là một đô thị ở hạt Nordland, Na Uy.
Grane được tách khỏi Vefsn ngày 1 tháng 7 năm 1927.
Đô thị này (ban đầu là một giáo khu) đã được đặt tên theo nông trang Grane ("Grane" 1661) do nhà thờ đầu tiên đã được xây ở đó vào năm 1860.
Huy hiệu của đô thị được áp dụng từ năm 1980, hình một con cá hồi.